# Haagse Post
De Haagse Post (HP) is een Nederlands algemeen opinieweekblad, in 1914 opgericht door Salomon Frederik van Oss (1868-1949) als de Haagsche Post. Het tijdschrift fuseerde in 1990 met De Tijd tot het huidige HP/De Tijd.

## Oprichting
De Haagsche Post was van oorsprong een ingetogen weekblad van liberale signatuur. Uniek (in Nederland) was de verschijning van het blad op roze papier. In de beginjaren van de HP schreef Louis Couperus onder meer reisverslagen. Zijn reis naar Indië van december 1921 tot mei 1923 kostte de Haagse Post 30.000 gulden aan reiskosten en honorarium; een formidabel bedrag in de tijd dat een los nummer 15 cent kostte. Van Oss vond de brieven van Couperus dit geld echter zeker waard. Het blad bereikte in de jaren dertig een oplage van 70.000 exemplaren.
In de oorlog kwam het blad onder beheer te staan van de Duitse bezetter, Van Oss was immers joods. In redactioneel opzicht werd het blad 'gelijkgeschakeld'. Al in juni 1933 hadden de nazi's de verspreiding van de Haagsche Post in Duitsland verboden, vanwege de anti-nationaalsocialistische gezindheid van het blad.

## HP onder G.B.J. Hiltermann (1952-1967)
Na de Tweede Wereldoorlog verloor de Haagsche Post snel lezers en na de dood van Van Oss in 1949 begonnen zijn erfgenamen uit te kijken naar kopers van het blad. Die vonden zij bij het Comité Burgerrecht, dat het blad in 1952 weer doorverkocht aan G.B.J. Hiltermann, oud-hoofdredacteur van Elsevier. De Haagse Post onder leiding van Hiltermann en zijn (latere) vrouw Sylvia Brandts Buys onderging een artistieke vernieuwing met onder meer bijdragen van Simon Vinkenoog en Jan Cremer en vanaf 1961 ook van de latere hoofdredacteur van Vrij Nederland Joop van Tijn, maar financieel werd de HP nog geen succes.

## HP onder W.L. Brugsma (1967-1975)
In december 1965 verkocht Hiltermann het blad voor 15 miljoen gulden aan Elsevier-dochter Bonaventura. Op verzoek van de nieuwe eigenaar bleef Hiltermann aanvankelijk aan als hoofdredacteur. Per 16 februari 1967 werd hij echter opgevolgd door W.L. Brugsma. Onder zijn leiding begon de Haagse Post zichzelf in april 1967 aan te duiden als HP. Twee jaar later, in september 1969, ging het blad op magazineformaat verschijnen. In die periode had het blad een links-intellectuele en kritische signatuur ontwikkeld, waarin conform de tijdgeest artikelen verschenen over bijvoorbeeld "de laatste arbeider in de PvdA" en "waarom de arbeiders rechts zijn".
Het begin van de jaren 1970 was een tumultueuze periode voor de Haagse Post. Op de redactie ontstonden veel binnenbrandjes.
Op 1 juli 1973 benoemde de directie van Bonaventura Han Folkertsma tot hoofdredacteur van HP. Uit protest besloot de redactie tot een staking, waarna Bonaventura alsnog instemde met het aanblijven van Brugsma. In 1975 werd HP een uitgave van de BV Haagse Post. Deze zelfstandige voortzetting van het blad, los van het Elsevier-concern, werd mogelijk dankzij een door het Bedrijfsfonds voor de Pers verstrekte lening van 1,8 miljoen gulden. De aandelen van de BV werden ondergebracht in een Stichting Haagse Post die feitelijk door de redactie werd bestuurd. Elsevier gaf een aanvangskapitaal mee en de Weekbladpers, uitgever van onder meer Vrij Nederland, werd bereid gevonden het management te voeren en ondersteunende diensten te leveren, aanvankelijk tegen kostprijs.
Op 11 maart 1975 werd Arend Jan Heerma van Voss door de redactie gekozen als nieuwe hoofdredacteur. Reeds in het najaar van 1976 trad hij terug. HP kreeg daarna geen nieuwe hoofdredacteur en kwam onder leiding te staan van de redactieraad. Pas in 1986, toen het bedrijf zich door grote problemen gedwongen zag haar aanpak zowel zakelijk als redactioneel drastisch te wijzigen, kwam er toch weer een hoofdredacteur, in de persoon van John Jansen van Galen.

## 'Links maar toch leesbaar'
In de tweede helft van de jaren zeventig begon voor HP een nieuwe bloeiperiode en verdubbelde de oplage in slechts enkele jaren tijd tot boven de 50.000 exemplaren. Het blad ging zich afficheren als 'links en toch leesbaar' en besteedde veel aandacht aan het beschrijven en analyseren van nieuwe maatschappelijke trends. Veel opzien baarde het kerstnummer van 1979, dat geheel was gewijd aan het 'Ik-tijdperk'. Van het nummer werden ruim 70.000 exemplaren verkocht. In 1980 verscheen de tekst tevens in boekvorm. 
De plotseling oplagestijging in de tweede helft van de jaren zeventig werd in eerste helft van de jaren tachtig gevolgd door een even plotselinge oplagedaling: al in 1985 waren de cijfers terug op het niveau van 1975.

## Samen metDe Tijd
In 1985 nam de uit Leiden afkomstige ondernemer Hans van Brussel samen met de redactie (via de Stichting Haagse Post), Jacques de Leeuw (van het Brabantse mediabedrijf Audax), reclameman Roel Glasbeek en journalist/RUR-presentator Jan Lenferink, de praktisch failliete boedel van HP over. De reddingsoperatie had geen succes. In 1990 zag HP zich gedwongen tot een fusie met het weekblad De Tijd, en ging verder onder de naam HP/De Tijd.

## Oplagecijfers
Volgens Jan van de Plasse: Kroniek van de Nederlandse dagblad- en opiniepers / samengesteld door Jan van de Plasse. Red. Wim Verbei, Otto Cramwinckel Uitgever, Amsterdam 2005, ISBN 90-75727-77-1.
- 1914: 12.000
- 1919: 43.500
- 1920: 53.000
- 1938: 70.000
- 1939: 60.000
- 1940: 46.000
- 1942: 12.500
- 1951: 16.000
- 1960: 35.000
- 1961: 29.000
- 1965: 28.860
- 1970: 29.000
- 1975: 28.121
- 1977: 48.170
- 1979: 51.625
- 1980: 51.788
- 1983: 36.043
- 1984: 33.870
- 1985: 29.078
- 1986: 23.970
- 1988: 23.710
- 1989: 24.174